# Росішки (Синельниківський район)
Росі́шки — село в Україні, в Синельниківському районі Дніпропетровської області. Входить до складу Петропавлівської селищної громади. Населення становить 125 осіб. До 2020 року орган місцевого самоврядування — Лозівська сільська рада.
19 липня 2020 року, в результаті адміністративно-територіальної реформи та ліквідації  Петропавлівського району, село увійшло до складу новоутвореного Синельниківського району.

## Географія
Селом протікає річка Лозова, вище за течією на відстані 0,5 км розташоване село Лозове.

## Населення
За даними перепису 2001 року
| Мова       | Кількість | Відсоток |
| ---------- | --------- | -------- |
| українська | 401       | 95,7%    |
| російська  | 17        | 4,1%     |
| білоруська | 1         | 0,2%     |
| Усього     | 419       | 100%     |

## Відомі люди
- Іван Ситник (1927-2021) — український вчений у галузі мікробіології, доктор медичних наук.

## Уродженці
•Сухачов Сергій Миколайович(1972-2023)—солдат Збройних Сил України(з 08.2023),загинув на російсько-українській війни.
•Цимбалюк Дмитро Андрійович(1990-2023)–солдат Збройних Сил України(з 2014),загинув від російсько-української війни.
•Северин Павло Станіславович (1992-2022)—вчитель,дизайнер,загинув в місті Харків 24 березня від російського обстрілу відділення «Нової пошти».

## Див.також
- Перелік населених пунктів, що постраждали від Голодомору 1932—1933 (Дніпропетровська область)
- Загиблі(Зниклі)в другу світову
- фото з супутника(Росішки,Лозове,Роздори 1972)